# Merrild Kaffe
Merrild Kaffe er et dansk kafferisteri og -grossist ejet af Sara Lee koncernen.

## Historie
Merrild Kaffe blev stiftet af købmand Møller Holdflod Merrild, som blev født den 7. august 1930 i Merrild ved Vildbjerg
. Han voksede op på en gård i Merrild og blev udlært købmand i en kolonialforretning i Vildbjerg.
Kun 20 år gammel blev han kompagnon med en købmand i Horsens, og i 1956 stiftede han sin egen butik på Enevold Sørensens Vej 18 i Kolding. Han var meget fremsynet og indførte nye forretningsmetoder som løbesedler, slagtilbud og selvbetjening.
Firmaet Merrild Kaffe begyndte så småt i 1962, hvor Møller H. Merrild åbnede en mindre butik i Middelfart. Det var en eksklusiv kaffespecialforretning. De næste forretninger fik en mere rå stil med cementgulve med savsmuld på og podier af rå brædder med kaffesække og tedåser. Ideen var at sælge kvalitetskaffe til private til engrospriser.
Der blev bl.a. oprettet forretninger i Esbjerg, Herning, Holstebro og Ikast.
Firmaet flyttede i 1969 til en nyopført fabrik med kafferisteri på Lærkevej i Kolding.
Merrild Kaffes egne forretninger blev lukket sidst i 1970'erne og salget skete gennem bagerbutikker og senere også supermarkeder over hele landet.
Møller H. Merrild afhændede Merrild Kaffe i 1979 til det nederlandske firma Douwe Egberts.
I forbindelse med foreningen af Mondelēz's og D.E MASTERBLENDERS 1753's kaffeforretninger var det en betingelse fra EU's konkurrencemyndigheder, at Merrild brand forretningen blev solgt fra.
Pr. 1. oktober 2015 overtog det italienske kaffehus, Lavazza, Merrild Kaffe ApS.

## Ekstern henvisning
Merrild Kaffe